# Vårtgård

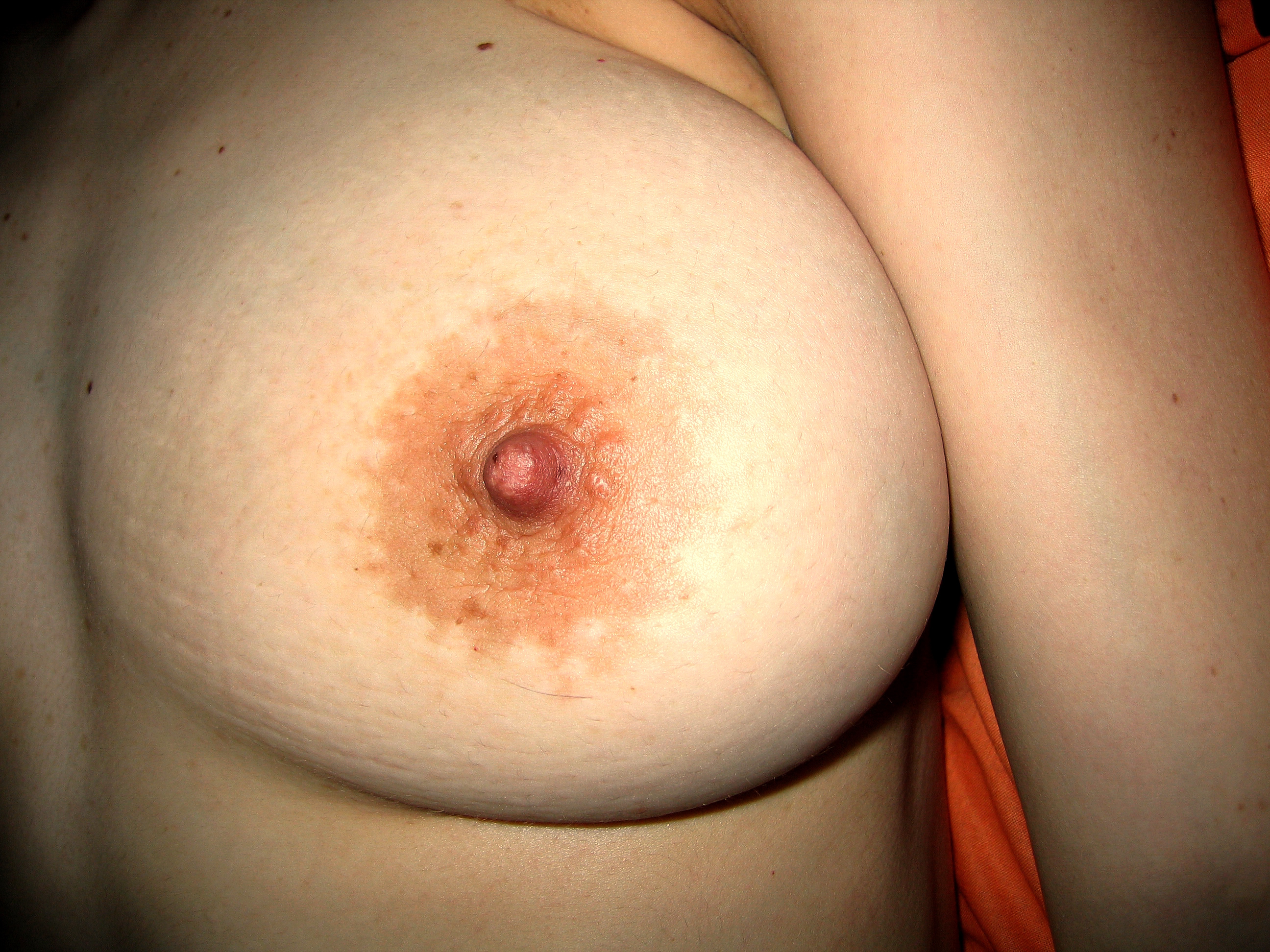
Vårtgården är det mörkare parti som omger bröstvårtan.

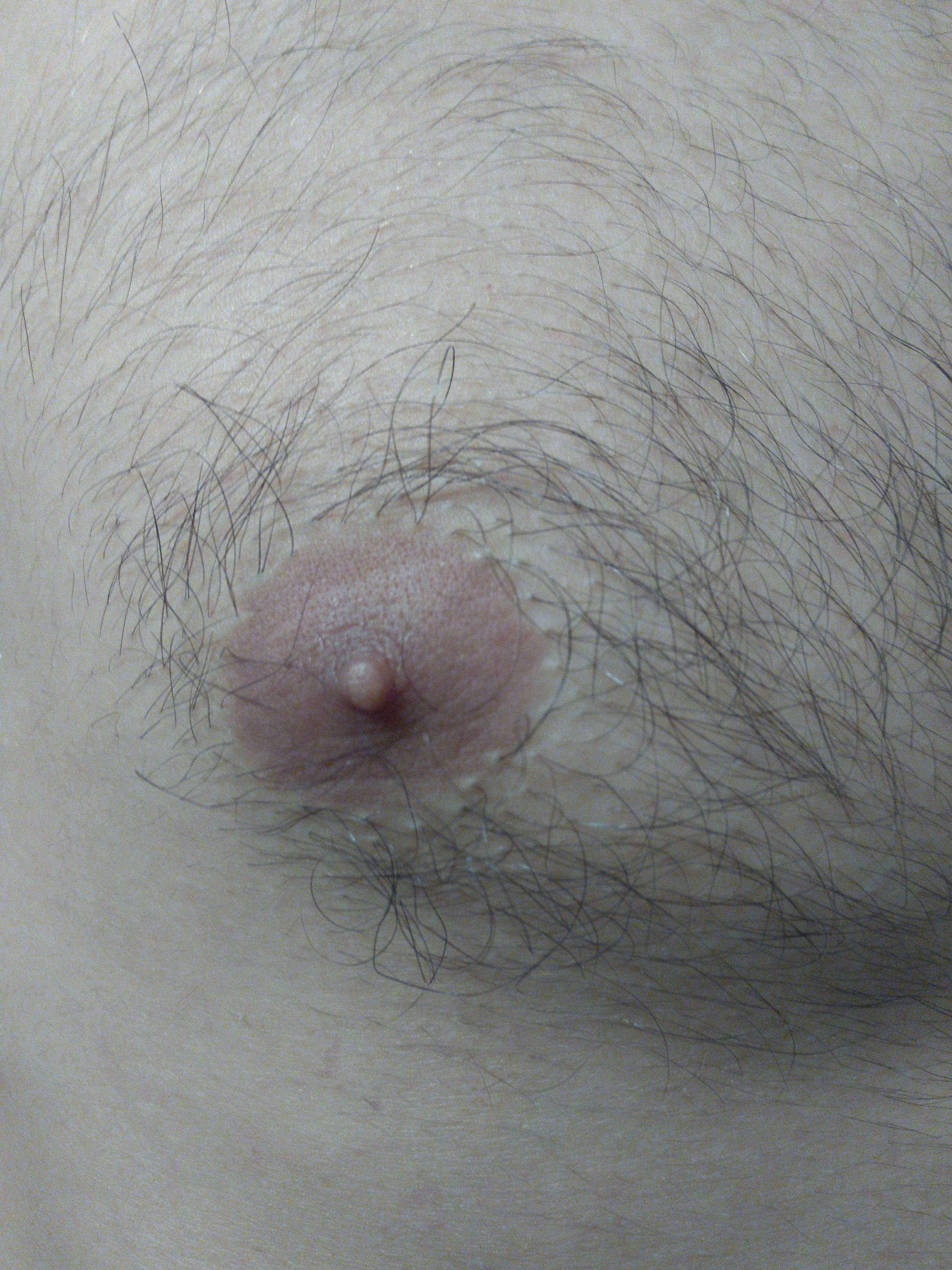
Vårtgård hos man.

Vårtgård eller areola mammae kallas det område med brun eller rosa pigmentering som omger bröstvårtan. 
Vårtgården har glatt muskulatur, vilket innebär att den kan dra ihop sig till exempel vid kyla, vilket kan bero på att det underlättar amning. Till skillnad från övrig hud har vårtgårdarna inte svettkörtlar. På vårtgården finns Montgomerys körtlar, som kan se ut som millimeterstora upphöjningar, vilka gör en del vårtgårdar knottriga. Montgomerys körtlar är en särskild sorts talgkörtlar som bara finns på vårtgårdarna. Vårtgårdens talg förhindrar både uttorkning av vårtgårdarna (som andra talgkörtlar) och fungerar bakteriedödande.
Storleken på vårtgårdarna beror delvis på bröstens tyngd. Mäns vårtgårdar är omkring 2,5 cm i diameter, medan storleksvariationen på kvinnors vårtgårdar är mycket stor. Färgen på vårtgårdarna beror på kroppens pigmentering i övrigt. Ett tidigt graviditetstecken är att vårtgårdarna blir mörkare. En teori om varför vårtgården är mörkare än resten av brösten är att det gör det lättare för ammande barn att hitta bröstvårtan.
Vårtgårdarna kan bli såriga av amning och av friktion från till exempel strävt tyg. 